# Hiatus Kaiyote
Gli Hiatus Kaiyote sono un gruppo neo-soul australiano attivo dal 2011. Sono stati nominati due volte per i Grammy Awards.
Nel 2013 sono stati nominati per il Grammy per la migliore performance R&B grazie alla loro canzone "Nakamarra", suonata insieme a Q-Tip. La canzone è presente nel loro album di debutto, Tawk Tomahawk.
La band ha pubblicato il proprio secondo album, Choose Your Weapon, il 1º maggio 2015. Il sito Metacritic ha dato all'album un punteggio di 88 su 100, basato su 6 recensioni. Il 9 maggio 2015 Choose Your Weapon ha debuttato al numero 22 nella classifica degli album australiani.
La canzone "Breathing Underwater" presente in Choose Your Weapon è stata nominata per la migliore performance R&B ai 58° Grammy Awards.

## Storia

### 2012-2014: Debutto
I quattro membri della band si sono incontrati a Melbourne, Australia. Osservando una performance della cantante Nai Palm, il bassista Paul Bender ha deciso di collaborare con lei; un anno dopo, i due iniziarono a collaborare su composizioni che gli sembrarono intuitive. Bender ha poi portato il polistrumentista Perrin Moss e il tastierista Simon Mavin nel gruppo, portando gli Hiatus Kaiyote a suonare il loro primo concerto al Bohemian Masquerade Ball. Gilles Peterson li ha nominati Artisti Emergenti del 2013.
La band ha pubblicato il loro album di debutto Tawk Tomahawk in modo indipendente nel 2012, attirando l'attenzione di numerosi musicisti inclusi Q-Tip, Animal Collective, The Dirty Projectors, e Erykah Badu. Poco dopo, la band fu notata da Salaam Remi che decise di dare alla band l'opportunità di iscriversi alla sua etichetta discografica, chiamata Flying Buddha. In questo modo il loro album di debutto venne distrubito mondialmente e, inoltre,  l'artista Q-Tip partecipò al remix di "Nakamarra", che fu incluso nella ristampa dell'album.
Nel 2013 la band ricevette molta attenzione per la nomina ai Grammy Awards per la migliore performance R&B per la loro canzone "Nakamarra", suonata con la collaborazione di Q-Tip, ma persero contro gli Snarky Puppy e Lalah Hathaway e la loro canzone "Something".

### 2015:Choose Your Weapon
La band ha rilasciato il loro secondo album, Choose Your Weapon, l'1 Maggio 2015. Nai Palm ha descritto l'album come un' "estensione" del loro primo album, ed ha affermato che lei e la band non avevano intenzione di fare un lavoro includibile in un solo genere. Molte canzoni dell'album derivano da idee originali di Palm poi rivisitate dagli altri membri della band. Il sito Metacritic ha dato all'album un punteggio di 88 su 100, basato su 6 recensioni. Il 9 Maggio 2015, Choose Your Weapon ha debuttato al numero 22 nella classifica degli album Australiani. L'album è anche diventato il primo a classificarsi in America, ottenendo la posizione centoventisette sulla classifica US Billboard 200, e la posizione undici sulla US Billboard Top R&B/Hip-Hop Albums chart.
La canzone "Breathing Underwater" presente in Choose Your Weapon è stata nominata per la migliore performance R&B ai 58° Grammy Awards, ma perse contro la band The Weekend's e la loro canzone"Earned It (Fifty Shades of Gray)".

## Formazione
- Nai Palm - voce, chitarra
- Paul Bender - basso
- Simon Mavin - tastiere
- Perrin Moss - batteria, percussioni

## Discografia

### Album
- 2012 - Tawk Tomahawk
- 2015 - Choose Your Weapon
- 2021 - Mood Valiant
- 2024 - Love Heart Cheat Code

### Singoli ed EP
- 2013 - Live in Revolt
- 2014 - By Fire
- 2016 - Recalibrations Vol.1